# Standbeeld Kardinaal van Rossum

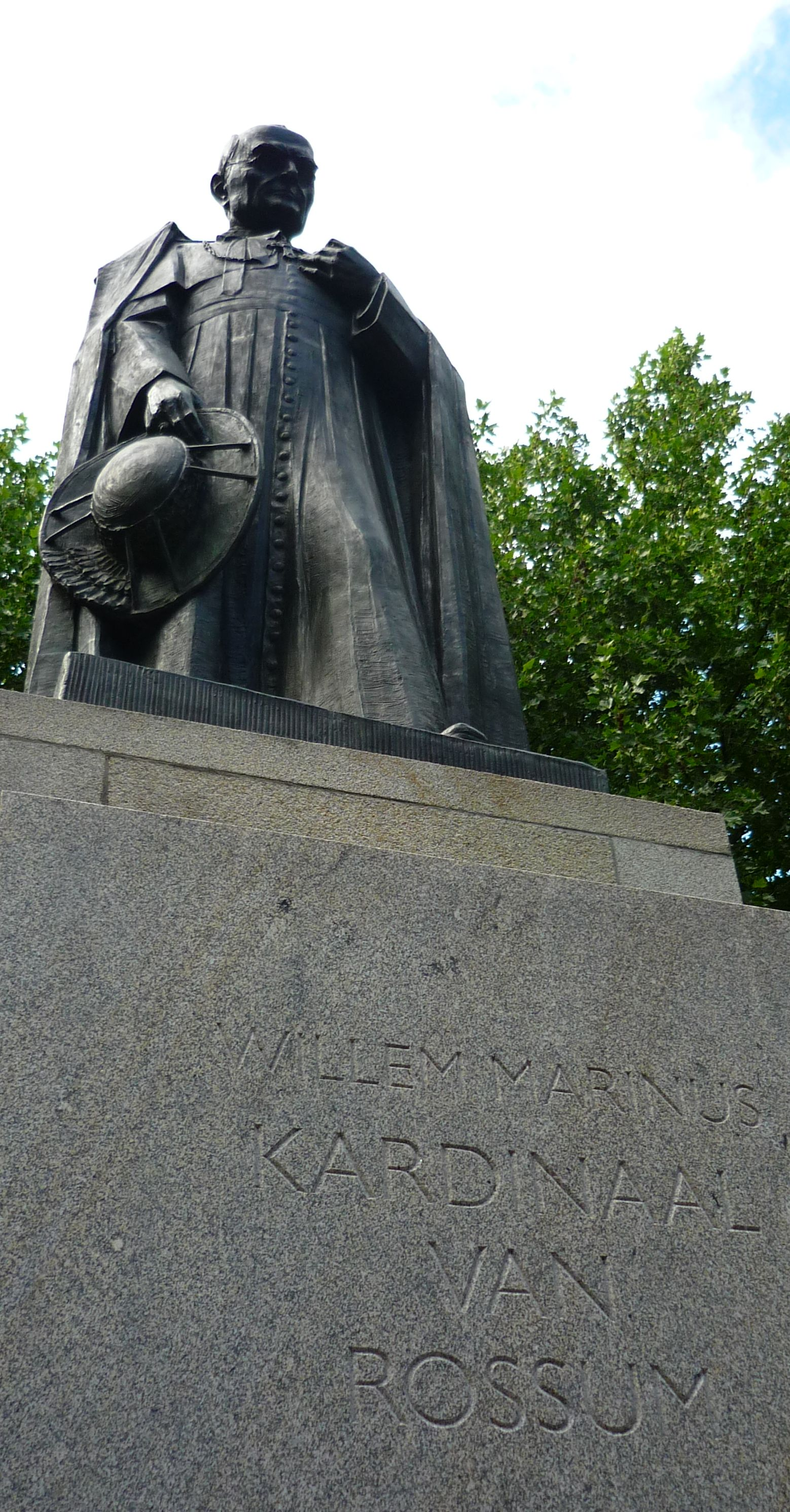
Standbeeld Kardinaal van Rossum

Het Standbeeld Kardinaal van Rossum staat aan het Kardinaal van Rossumplein in de binnenstad van 's-Hertogenbosch. Het bronzen standbeeld uit 1934 is ontworpen door August Falise en is in Brussel gegoten. 
Het beeld en het gelijknamige plein zijn gewijd aan Willem Marinus van Rossum (1854 - 1932), de eerste Nederlandse kardinaal sinds de reformatie en het herstel van de bisschoppelijke hiërarchie in 1853. Hij was kardinaal van 1914 tot aan zijn overlijden op 78-jarige leeftijd in 1932. Het beeld is op 24 juni 1934 onthuld, tijdens de zesde Nederlandsche Katholiekendag, door Lorenzo Schioppa, de internuntius in Den Haag. Het beeld stelt de kardinaal voor met zijn kardinaalshoed in de hand. 
Tijdens de Tweede Wereldoorlog werd het beeld ondergebracht in het Kruithuis, om het uit handen van de bezetter te houden.